# Боровлянська сільська рада (Троїцький район)
Боровля́нська сільська рада (рос. Боровлянский сельский совет) — сільське поселення у складі Троїцького району Алтайського краю Росії.
Адміністративний центр — село Боровлянка.

## Населення
Населення — 1484 особи (2019; 1925 в 2010, 2439 у 2002).

## Склад
До складу сільської ради входять:
| Населений пункт   | Населення, осіб (2002) | Населення, осіб (2010) |
| ----------------- | ---------------------- | ---------------------- |
| Боровлянка, село  | 2043                   | 1629                   |
| Вершинино, селище | 62                     | 47                     |
| Уткино, село      | 35                     | 5                      |
| Уткуль, селище    | 157                    | 121                    |
| Черв'янка, село   | 142                    | 123                    |